# Chiesa di San Lorenzo (Dalmine)
La chiesa di San Lorenzo è la parrocchiale di Mariano al Brembo, frazione di Dalmine, in provincia e diocesi di Bergamo; fa parte del vicariato di Dalmine-Stezzano. Elevata a parrocchia da san Carlo Borromeo nel 1566.

## Storia
L'origine della chiesa è molto antica, in una bolla pontificia del 1155 di papa Adriano IV viene indicato un edificio di culto intitolato a san Lorenzo nella plebania di Pontirolo intitolata ai santi Faustino e Giovita. Nel 1566 la chiesa fu smembrata da Pontirolo e elevata a parrocchia da san Carlo Borromeo arcivescovo della Arcidiocesi di Milano, che nominò vicario foraneo "ad personam" il parroco della chiesa di Mariano, primagenio della plebania di Verdello costituitasi nel 1598.
L'edificio fu riedificato tra i 1760 e il 1772. Fu consacrato nel secolo successivo, il 16 settembre 1832 del vescovo Carlo Gritti Morlacchi e intitolato a san Lorenzo martire e al santo Nome di Maria.

Nel triennio tra il 1784 e il 1787 la chiesa passò dall'arcidiocesi milanese a quella di Bergamo. Il primo atto fu l'autorizzazione dell'amministrazione comunale, della sacra Congregazione Concistoriale, e poi la bolla pontificia del 13 novembre 1786 di papa Pio VI. Il cambio fu ufficializzato nel 1787 dalle autorità episcopali, sempre inserita nella plebana di Verdello. La chiesa rimase unita a Verdello fino al 1957 con la formazione della nuova parrocchia di Dalmine.
L'incremento demografico e i nuovi stili architettonici portarono a una ricostruzione dell'edificio su progetto dell'architetto Virginio Muzio nel 1889. Nel 1926 fu innalzata la torre campanaria su disegno di Giovanni Bargoglio. La seconda metà del Novecento vide la chiesa oggetto di lavori di manutenzione e restauro conservativo.
Con decreto del 27 maggio 1979 del vescovo di Bergamo Giulio Oggioni la chiesa fu unita al vicariato locale di Dalmine-Stezzano.

## Descrizione
L'edificio sacro, dal classico orientamento liturgico con abside rivolta a est, è ubicato nel centro storico del paese preceduto dal sagrato con pavimentazione in lastre di arenaria delimitato da pilastrini e muri sempre in arenaria. La facciata divisa su due ordini da cornice marcapiano, è tripartita da lesene in muratura con alto basamento in ceppo di Brembate e coronate da capitello d'ordine corinzio. La parte centrale più alta e avanzata presenta nella parte centrale il pronao con due colonne in ceppo gentile che reggono il timpano spezzato dove si posano due angioletti.
Le due parti laterali sono di misura inferiore e arretrati complete di quattro lesene con basamento in ceppo e capitello corinzio.

Nell'ordine superiore, tripartita sempre da lesene complete di capitelli corinzi, presenta centralmente la finestra rettangolare con contorno in pietra atta a illuminare l'aula. La facciata termina con il timpano triangolare, con l'altorilievo centrale raffigurante il santo titolare, e sormontato dalle statue della Madonna Assunta e due angeli suonanti.